# Juno Temple
Juno Violet Temple (sinh ngày 21 tháng 7 năm 1989) là nữ diễn viên người Anh Quốc. Temple từng xuất hiện trong các phim như Killer Joe, Black Mass, The Other Boleyn Girl, Wild Child, Atonement, Maleficent (phần một và hai), The Three Musketeers và The Dark Knight Rises. Ở mảng truyền hình, cô cũng đóng các vai chính trong những phim như Vinyl (đài HBO) và Dirty John (đài Bravo).

## Thời thơ ấu
Temple sinh ra ở Hammersmith, London, cô là con gái của nhà sản xuất phim Amanda Pirie và đạo diễn Julien Temple. Cô của cô là chính trị gia Nina Temple.
Cô lớn lên ở Taunton, Somerset, và có hai em trai là Leo và Felix.

## Đời tư
Vào giữa năm 2014, Temple sống tại Los Feliz, Los Angeles với bạn trai là diễn viên Michael Angarano. Hai người quen nhau từ năm 2012, trong khi tham gia phim The Brass Teapot. Tới năm 2016, họ đã chia tay nhau.